# Список наград и номинаций «Fun»
Список наград и номинаций американской инди-поп-группы «fun.» включает в себя награды и номинации, полученные группой с начала её основания и музыкальной карьеры в 2008 году.
За свою карьеру «fun.» получили 42 номинации и удостоились 5 наград. В это число включены шесть номинаций на премию «Грэмми», включая за лучшую запись года («We Are Young») и за лучший альбом года («Some Nights»). В итоге группа удостоилась двух побед: за лучшую песню года и лучшему новому исполнителю.

## American Music Awards
Созданная в 1973 году Диком Кларком, American Music Awards является ежегодной церемонией вручения музыкальной премии и одной из крупнейших ежегодных музыкальных премий США.
| Год  | Номинируемая работа | Категория                                  | Результат |
| ---- | ------------------- | ------------------------------------------ | --------- |
| 2012 | fun.                | Новый артист года                          | Номинация |
| 2012 | fun.                | Любимая поп/рок-группа, дуэт или коллектив | Номинация |

## Billboard Music Awards
Billboard Music Awards — это ежегодная американская музыкальная премия, вручаемая известным музыкальным журналом «Billboard». 
| Год  | Номинируемая работа | Категория                      | Результат |
| ---- | ------------------- | ------------------------------ | --------- |
| 2013 | fun.                | Лучший артист чарта Hot 100    | Номинация |
| 2013 | fun.                | Лучший радио-артист            | Номинация |
| 2013 | fun.                | Лучший цифровой артист         | Номинация |
| 2013 | fun.                | Лучшая группа                  | Номинация |
| 2013 | fun.                | Лучший рок-артист              | Победа    |
| 2013 | «We Are Young»      | Лучшая потоковая песня (аудио) | Номинация |
| 2013 | «We Are Young»      | Лучшая потоковая песня (видео) | Номинация |
| 2013 | «We Are Young»      | Лучшая цифровая песня          | Номинация |
| 2013 | «We Are Young»      | Лучшая рок-песня               | Номинация |
| 2013 | «Some Nights»       | Лучшая потоковая песня (аудио) | Номинация |
| 2013 | «Some Nights»       | Лучшая песня чарта Hot 100     | Номинация |
| 2013 | «Some Nights»       | Лучшая рок-песня               | Номинация |
| 2013 | «Some Nights»       | Лучший рок-альбом              | Номинация |

## BRIT Awards
BRIT Awards является ежегодной музыкальной наградой в области поп-музыки, вручаемая Британской ассоциацией производителей фонограмм. 
| Год  | Номинируемая работа | Категория                   | Результат |
| ---- | ------------------- | --------------------------- | --------- |
| 2013 | fun.                | Лучшая международная группа | Номинация |

## Грэмми
«Грэмми» — ежегодная американская музыкальная премия, вручаемая Национальной академией искусства и науки звукозаписи и являющаяся одной из самых престижных музыкальных премий в мире. 
| Год  | Номинируемая работа | Категория                                | Результат |
| ---- | ------------------- | ---------------------------------------- | --------- |
| 2013 | fun.                | Лучший новый исполнитель                 | Победа    |
| 2013 | «We Are Young»      | Лучшая запись года                       | Номинация |
| 2013 | «We Are Young»      | Лучшая песня года                        | Победа    |
| 2013 | «We Are Young»      | Лучшее поп-исполнение дуэтом или группой | Номинация |
| 2013 | «Some Nights»       | Лучший альбом года                       | Номинация |
| 2013 | «Some Nights»       | Лучший вокальный поп-альбом              | Номинация |

## International Dance Music Awards
International Dance Music Awards является ежегодной музыкальной премией, чествующей исполнителей танцевальной и электронной музыки. 
| Год  | Номинируемая работа | Категория                                        | Результат |
| ---- | ------------------- | ------------------------------------------------ | --------- |
| 2013 | «Some Nights»       | Лучший альтернативный/инди-рок танцевальный трек | Номинация |

## MTV Video Music Awards
MTV Video Music Awards — музыкальная премия, учреждённая телеканалом MTV в 1984 году и отмечающая лучшие музыкальные видео года. 
| Год  | Номинируемая работа | Категория              | Результат |
| ---- | ------------------- | ---------------------- | --------- |
| 2012 | «We Are Young»      | Лучшее видео дебютанта | Номинация |
| 2012 | «We Are Young»      | Лучшее поп-видео       | Номинация |
| 2013 | «Carry On»          | Лучшее поп-видео       | Номинация |
| 2013 | «Carry On»          | Лучшая режиссура       | Номинация |

## MTV Europe Music Awards
MTV Europe Music Awards является музыкальной премией, учреждённой в 1994 году телеканалом MTV Networks Europe для отмечения самых популярных музыкальных видео в Европе. 
| Год  | Номинируемая работа | Категория           | Результат |
| ---- | ------------------- | ------------------- | --------- |
| 2012 | fun.                | Лучший новый артист | Номинация |
| 2012 | fun.                | Лучший push артист  | Номинация |
| 2012 | «We Are Young»      | Лучшая песня        | Номинация |

## MTV Video Music Awards Japan
MTV Video Music Awards Japan — японская версия музыкальной премии MTV Video Music Awards. 
| Год  | Номинируемая работа | Категория           | Результат |
| ---- | ------------------- | ------------------- | --------- |
| 2013 | «We Are Young»      | Лучшее видео группы | Номинация |
| 2013 | «We Are Young»      | Лучший новый артист | Номинация |
| 2013 | «We Are Young»      | Лучшее рок-видео    | Номинация |

## MuchMusic Video Awards
MuchMusic Video Awards является ежегодной церемонией вручения музыкальной премии лучшим музыкальным видео канадских артистов. 
| Год  | Номинируемая работа | Категория                         | Результат |
| ---- | ------------------- | --------------------------------- | --------- |
| 2013 | «Some Nights»       | Лучшее видео международной группы | Номинация |

## Premios 40 Principales
Premios 40 Principales — ежегодная церемония вручения музыкальной премии Испании, которая признаёт поп-музыкантов и их произведения. 
| Год  | Номинируемая работа | Категория                         | Результат |
| ---- | ------------------- | --------------------------------- | --------- |
| 2012 | fun.                | Лучший международный новый артист | Номинация |

## mtvU Woodie Awards
| Год  | Номинируемая работа | Категория       | Результат |
| ---- | ------------------- | --------------- | --------- |
| 2012 | «We Are Young»      | Breaking Woodie | Номинация |

## NewNowNext Awards
| Год  | Номинируемая работа | Категория                  | Результат |
| ---- | ------------------- | -------------------------- | --------- |
| 2012 | fun.                | Brink of Fame Music Awards | Номинация |

## People’s Choice Awards
People’s Choice Awards — американская премия, присуждаемая деятелям поп-культуры по итогам зрительского голосования. 
| Год  | Номинируемая работа | Категория           | Результат |
| ---- | ------------------- | ------------------- | --------- |
| 2013 | «We Are Young»      | Любимая песня года  | Номинация |
| 2013 | «Some Nights»       | Любимый альбом года | Номинация |
| 2013 | fun.                | Прорыв года         | Номинация |

## Q Awards
Q Awards является ежегодной музыкальной премией, учреждённой в 1985 году британским музыкальным журналом «Q». 
| Год  | Номинируемая работа | Категория   | Результат |
| ---- | ------------------- | ----------- | --------- |
| 2012 | «We Are Young»      | Лучший трек | Номинация |

## Teen Choice Awards
Teen Choice Awards — американская премия, учреждённая в 1999 году и отмечающая крупнейшие достижения в области музыки, спорта, кино и телевидения за год, выбранные молодыми людьми от 13 до 19 лет. 
| Год  | Номинируемая работа | Категория             | Результат |
| ---- | ------------------- | --------------------- | --------- |
| 2012 | fun.                | Лучшая рок-группа     | Победа    |
| 2012 | fun.                | Групповой прорыв года | Номинация |
| 2012 | «We Are Young»      | Лучшая рок-песня      | Номинация |
| 2012 | «We Are Young»      | Лучший сингл группы   | Победа    |
| 2013 | fun.                | Лучшая группа         | Номинация |
| 2013 | «Carry On»          | Лучшая рок-песня      | Номинация |